# Ocnerosthenus brunnerianus
Ocnerosthenus brunnerianus är en insektsart som först beskrevs av Henri Saussure 1887.  Ocnerosthenus brunnerianus ingår i släktet Ocnerosthenus och familjen Pamphagidae. Inga underarter finns listade i Catalogue of Life.